# John Travers
John Travers (nascido em 31 de janeiro de 1989) é um ator de Belfast, Irlanda do Norte.

## Início da carreira
Quando tinha quatorze anos de idade, John Travers estava no clube de boxe (Star ABC Boxing Club) e deu uma entrevista para uma empresa sem saber ao certo a finalidade. A empresa era do ramo cinematográfico e visitava Belfast para entrevistar meninos para o filme Song for a Raggy Boy. Travers ganhou o papel.
| “ | "Eu estava indo para Chipre, em minhas férias naquele dia. O treinador veio e me pediu para ir a alguma entrevista ou audição. Eu pensei que era uma entrevista para o boxe. (...) Quando eu entrei, eu descobri que era para o filme e eles me chamaram de volta e pensei que era bom. Eu realmente não sei como eu consegui o papel de todas as pessoas de lá." | ” |

Seu papel no elenco principal como Liam Mercier em Song for A Raggy Boy é provavelmente a realização mais notável até agora. Por este papel ele ganhou o prêmio no Cherbourg-Octeville Festival of Irish & British Film no Festival de Cinema de Londres na categoria melhor ator. Em 2008, John esteve em Peacefire. No filme que foi dirigido por Macdara Vallely, John assumiu o papel principal pela primeira vez.

## Filmografia

### Cinema
| Ano  | Título                 | Papel            | Nota |
| ---- | ---------------------- | ---------------- | ---- |
| 2003 | Song for a Raggy Boy   | Liam Mercier 636 |      |
| 2004 | Man About Dog          | Líder juvenil    |      |
| 2005 | The Mighty Celt        | Spacer           |      |
| 2006 | 48 Angels              | James McCane     |      |
| 2006 | Wilderness             | Davie            |      |
| 2007 | Closing the Ring       | Quinlan (Jovem)  |      |
| 2008 | Peacefire              | Colin McNally    |      |
| 2010 | Five Day Shelter       | Robbie           |      |
| 2012 | Good Vibrations        | Mutt             |      |
| 2013 | A Belfast Story        | Jovem 1          |      |
| 2014 | Shooting for Socrates  | Frankie          |      |
| 2016 | The Truth Commissioner |                  |      |

### Curta-metragem
| Ano  | Título                                          | Papel   | Nota |
| ---- | ----------------------------------------------- | ------- | ---- |
| 2004 | Everything in This Country Must                 |         |      |
| 2010 | Grand Mal                                       | Pawel   |      |
| 2013 | Two Dogs Caged                                  |         |      |
| 2014 | Fishbowl                                        | Steven  |      |
| 2018 | Frankie (também conhecido White Irish Drinkers) | Frankie |      |
| -    | Invisible                                       |         |      |

### Teatro
| Ano  | Título                                         | Papel          | Nota                                                           |
| ---- | ---------------------------------------------- | -------------- | -------------------------------------------------------------- |
| 2008 | The Johnny Meister and the Stitch              |                |                                                                |
|      | Sign of the Whale                              |                |                                                                |
|      | I Never See The Prettiest Thing                |                |                                                                |
| 2012 | Basra Boy                                      |                | de Rosemary Jenkinson, apresentada no Teatro Brassneck Company |
| 2017 | The Robin Williams: The Laughter and The Tears | Robin Williams | Alley Theatre                                                  |

Outros
- 2017 - Playcraft Live[4]

## Prêmios
- 2003 - Cherbourg-Octeville Festival of Irish & British Film - Festival de Cinema de Londres - Melhor ator Venceu[3]